# Кыстыктах
Кыстыктах — река в Таймырском Долгано-Ненецком районе Красноярского края России, левый приток Дудыпты. Длина реки — 175 км (от истока Самоедской Речки — 215 км), площадь водосборного бассейна — 4590 км².
Река берёт начало на севере плато Путорана на высоте более 515 м над уровнем моря. Течёт преимущественно на север, перед устьем — на северо-восток. В верховьях течёт по горной тундре в узком ущелье, разрезающем плоские горные вершины. На верхних притоках имеются наледи и водопады. Характер течения бурный, скорость течения достигает 1 м/с. Выйдя на равнину, течёт по лесотундре с преобладанием лиственницы. В бассейне большое число некрупных озёр. В среднем течении, после впадения главного притока Самоедская Речка, русло расширяется до 260 м. Впадает в Дудыпту слева в 71 км от её устья, на высоте менее 21 м над уровнем моря. В нижнем течении ширина русла достигает 125 м при глубине 0,5 м, скорость течения — 0,5 м/с.

## Основные притоки
Указаны поименованные притоки длиной 30 км и более.
| Название         | Расстояние от устья | Длина | Положение |
| ---------------- | ------------------- | ----- | --------- |
| Чося             | 8                   | 44    | правый    |
| Чировая          | 24                  | 34    | левый     |
| Тангаралах       | 81                  | 37    | правый    |
| Самоедская Речка | 95                  | 120   | левый     |

## Данные водного реестра
По данным государственного водного реестра России и геоинформационной системы водохозяйственного районирования территории РФ, подготовленной Федеральным агентством водных ресурсов:
- Бассейновый округ — Енисейский
- Речной бассейн — Пясина
- Речной подбассейн — нет
- Водохозяйственный участок — Пясина и другие реки бассейна Карского моря от восточной границы бассейна Енисейского залива до западной границы бассейна реки Каменная
- Код объекта в государственном водном реестре — 17020000112116100123221[5].